# 中行偃
中行 偃（ちゅうこう えん、? - 紀元前554年2月20日）は、中国春秋時代の晋の政治家、将軍。姓は不明、氏は荀、もしくは祖父の官職名から中行、諱は偃、字は伯游、諡は献。荀林父の孫で荀庚（中行庚、中行宣子）の子。荀偃、中行献子とも呼ばれる。

## 生涯

### 晋公弑逆
中行偃は晋の名門荀氏の本家中行氏の嫡子であり、紀元前575年に起きた鄢陵の戦いでは上軍の佐として、楚を打ち破る一助を成す。だが、その直後に次卿・中軍の佐の士燮が亡くなり、更に厲公が郤氏を滅ぼした事で、その後釜として次卿・中軍の佐に二階級昇進するものの、厲公の専横ぶりに危機感を抱き、紀元前573年に欒書の誘いに応じて厲公を弑殺する。そして、襄公の曾孫の公孫周（後の悼公）を晋公として迎え入れるが、弑逆の責任を取って上軍の佐への降格を申し出て受理される。
その後は悼公の下で、弑逆の汚名返上の為に政治や軍事で活躍する。そして紀元前560年に正卿・中軍の将の智罃が亡くなった際、次卿・中軍の佐にあった士匄（范宣子）がその後釜に任じられたが、士匄はそれを辞退し、当時上軍の将にあった中行偃を推挙した。この事で中行偃は弑逆の汚名を返上したかに思えた。

### 権威失墜
しかし、翌紀元前559年に、斉や魯・鄭等の諸国の軍を率いて秦に攻め込んだものの、戦果を得られず、逆に諸侯の顰蹙を買ってしまう。これに焦った中行偃は事もあろうに「明朝鶏が鳴いたら馬を車につけ、井戸や竈を塞いで私に従え」と中軍の将にあるまじき命令を下してしまうが、これに激怒した下軍の将の欒黶が、下軍の佐の魏絳と共に勝手に戦線を離脱した事で晋軍は敗走に追い込まれる。中行偃は、祖父の荀林父がかつて邲の戦いで犯した大失敗を再び演じてしまったのである。

### 復権
この事で中行偃の正卿・中軍の将としての威厳は一気に地に落ちたが、紀元前555年、魯が斉に攻められたのを受けて、斉の討伐に出向き、斉の首都臨淄を陥落寸前に追い込むほどの大活躍を見せ、威厳を再び回復する。しかし、翌紀元前554年、晋への帰途の最中に発病し、子の荀呉（中行呉、中行穆子）を後継に指名し、2月20日に死去する。
死後、「献」を諡され、中行献子と呼ばれる。